# Божонтев
Божонтев (пол. Borzątew) — село в Польщі, у гміні Мелешин Гнезненського повіту Великопольського воєводства.
Населення — 33 особи (2011).
У 1975-1998 роках село належало до Познанського воєводства.

## Демографія
Демографічна структура станом на 31 березня 2011 року:
|          | Загалом | Допрацездатний вік | Працездатний вік | Постпрацездатний вік |
| -------- | ------- | ------------------ | ---------------- | -------------------- |
| Чоловіки | 17      | 1                  | 16               | 0                    |
| Жінки    | 16      | 2                  | 12               | 2                    |
| Разом    | 33      | 3                  | 28               | 2                    |